# گوردون آر. دیکسون
گوردون روپرت دیکسون (به انگلیسی: Gordon Rupert Dickson) (زاده ۱ نوامبر ۱۹۲۳ - درگذشته ۳۱ ژانویه ۲۰۰۱) نویسندهٔ علمی‌تخیلی آمریکایی بود. وی در کانادا متولد شد و وقتی نوجوان بود خانواده‌اش به آمریکا نقل مکان کردند. احتمالاً عمدهٔ شهرت وی به خاطر مجموعهٔ چاید∗ و شهسوار اژدها∗ است. وی برندهٔ سه جایزه هوگو و دو جایزه نبیولا شده‌است.

## جوایز
برندهٔ جایزهٔ هوگو در:
- «سرباز، چون و چرا نکن!» برای بهترین داستان کوتاه ۱۹۶۵
- «درسای گمشده» بهترین نوولا ۱۹۸۱
- «شنل و چوب دست» برای بهترین نوولت ۱۹۸۱

برنده جایزهٔ نبیولا برای
- «خداوند بخوانیدش» بهترین نوولت ۱۹۶۶